# Jadwiga Puzynina
Jadwiga Puzynina, właśc. Jadwiga Puzyna z domu Zapolska (ur. 29 stycznia 1928 w Rożyszczu, zm. 8 lutego 2025) – polska językoznawczyni, badaczka literatury i nauczyciel akademicki, profesor nauk humanistycznych. Dama Orderu Orła Białego.

## Życiorys
W latach 1943–1944 należała do Szarych Szeregów. W 1946 ukończyła VI Liceum Ogólnokształcące im. Tadeusza Reytana w Warszawie, a w 1951 studia polonistyczne na Uniwersytecie Warszawskim. Uzyskiwała następnie stopnie naukowe doktora i doktora habilitowanego. W 1987 otrzymała tytuł profesorski w zakresie nauk humanistycznych. Specjalizowała się w językoznawstwie polonistycznym. Przez kilkadziesiąt lat była zawodowo związana z Uniwersytetem Warszawskim, pracowała także na UKSW. W 1983 na Wydziale Polonistyki UW zorganizowała i objęła kierownictwo Pracowni Słownika Języka Cypriana Kamila Norwida. W latach 80. pełniła funkcję dziekana macierzystego wydziału. W pracy badawczej zajmowała się w szczególności problematyką języka wartości.
W 1976 podpisała Memoriał 101, list protestacyjny do Sejmu PRL przeciwko zmianom w konstytucji. Współpracowała z Komitetem Obrony Robotników, zaś po wprowadzeniu stanu wojennego pomagała represjonowanym studentom. 13 maja 1982 za swoją działalność została na kilka dni internowana.
Członek krajowy czynny Polskiej Akademii Umiejętności, członkini Komitetu Językoznawstwa Polskiej Akademii Nauk oraz Towarzystwa Naukowego Warszawskiego. Zasiadała w zarządzie Polskiego Towarzystwa Językoznawczego. Była autorką i współautorką podręczników do nauki języka polskiego dla szkół średnich (w tym wielokrotnie wznawianego Język i my: podręcznik do języka polskiego dla klasy I szkół średnich, napisanego wspólnie ze Stanisławem Dubiszem i Marią Nagajową).
Członkini Rady Języka Polskiego przy Prezydium Polskiej Akademii Nauk od początku jej istnienia (tj. od 1996); współtworzyła kolejne uchwały ortograficzne RJP. Była przewodniczącą Komisji Dydaktycznej, później została przewodniczącą zainicjowanego przez siebie Zespołu Etyki Słowa RJP PAN.
Została pochowana 15 lutego 2025 w Panteonie Wielkich Polaków w Świątyni Opatrzności Bożej w Warszawie.

## Życie prywatne
Córka Aleksandra Zapolskiego i Rosjanki Kiry von Meck, córki inżyniera Nikołaja von Mecka i wnuczki Nadieżdy von Meck. Jej babka Anna była siostrzenicą kompozytora Piotra Czajkowskiego.
Była zamężna z Czesławem Marią Puzyną, z którym miała troje dzieci – Wojciecha Puzynę, Stanisława Puzynę i Joannę Krupską.

## Odznaczenia i wyróżnienia
- Złoty Medal „Zasłużony Kulturze Gloria Artis” (2007)[16]
- Medal Uniwersytetu Warszawskiego (2008)[17]
- Krzyż Oficerski Orderu Odrodzenia Polski (2011)[1][18]
- Nagroda im. Księdza Idziego Radziszewskiego (2009) przyznana przez Towarzystwo Naukowe Katolickiego Uniwersytetu Lubelskiego Jana Pawła II
- Medal Nagrody Prezydenta RP „Zasłużony dla Polszczyzny” (2013)[19]
- Order Orła Białego (2024)[20][21]

## Publikacje
- „Thesaurus” Grzegorza Knapiusza. Siedemnastowieczny warsztat pracy nad językiem polskim. Zakład Narodowy im. Ossolińskich, Wrocław-Warszawa-Kraków 1961.
- Słowotwórstwo współczesnego języka polskiego. Rzeczowniki sufiksalne rodzime (współautor Renata Grzegorczykowa). PWN, Warszawa 1979.
- Studia nad językiem Cypriana Norwida: praca zbiorowa (współredaktor). Wydawnictwa Uniwersytetu Warszawskiego, Warszawa 1990.
- Słowo Norwida. Zakład Narodowy im. Ossolińskich, Wrocław 1990.
- Język wartości. Wydawnictwo Naukowe PWN, Warszawa 1992.
- Słowo-wartość-kultura. Towarzystwo Naukowe Katolickiego Uniwersytetu Lubelskiego, Lublin 1997.
- Słowo poety. Wydawnictwa Uniwersytetu Warszawskiego, Warszawa 2006.
- Kultura słowa. Ważny element kultury narodowej. Oficyna Wydawnicza LEKSEM, Łask 2011.
- Wartości i wartościowanie w perspektywie językoznawstwa. Wydawnictwo PAU, Kraków 2013.